# Sebastián Carrera
Sebastián Carrera (Buenos Aires, 25 de mayo de 1978) es un futbolista argentino. Juega de mediocampista por derecha y su actual equipo es Douglas Haig de  Torneo Federal A de Argentina.

## Trayectoria
Comenzó su carrera en las divisiones inferiores del club Dock Sud en 1997. Tuvo su primera oportunidad de jugar en la Primera División de Argentina en año 2000 cuando se unió a Los Andes pero descendió una división en 2001 para unirse a Almagro.
En 2004 se trasladó a España para jugar con el Real Murcia, donde jugó 65 partidos de liga para el club, anotando 5 goles.
En 2006 regresó a la Argentina, jugó una temporada con Argentinos Juniors, antes de incorporarse a Arsenal de Sarandí en 2007. El 5 de diciembre de 2007 obtuvo la Copa Sudamericana. El año siguiente se consagra campeón también con el cuadro de Sarandi, de la Copa Suruga Bank 2008, convirtiéndose, por estos dos títulos, en un histórico del cuadro de Sarandí, y estando en un plantel recordado en la historia.
Luego pasó al FC Asteras Tripolis de Grecia donde jugó por tres temporadas, estando en 130 partidos.
En el año 2011 pasa a la Asociación Mutual Social y Deportiva Atlético de Rafaela que milita en la Primera División Argentina.

## Clubes
| Club                | País      | Año               | Partidos | Goles |
| ------------------- | --------- | ----------------- | -------- | ----- |
| Dock Sud            | Argentina | 1997-1999         | 36       | 1     |
| Los Andes           | Argentina | 1999-2001         | 7        | 0     |
| Almagro             | Argentina | 2001-2004         | 111      | 18    |
| Real Murcia         | España    | 2004-2006         | 65       | 5     |
| Argentinos Juniors  | Argentina | 2006-2007         | 36       | 5     |
| Arsenal             | Argentina | 2007-2009         | 55       | 3     |
| Asteras Trípolis    | Grecia    | 2009-2011         | 47       | 3     |
| Atlético de Rafaela | Argentina | 2011-2013         | 46       | 5     |
| Belgrano            | Argentina | 2013-2014         |          |       |
| Douglas Haig        | Argentina | 2014 - Actualidad |          |       |

## Palmarés

### Copas internacionales
| Título            | Club    | País      | Año  |
| ----------------- | ------- | --------- | ---- |
| Copa Sudamericana | Arsenal | Argentina | 2007 |
| Copa Suruga Bank  | Arsenal | Argentina | 2008 |